# Mike Kusters
Mike Kusters (Sittard, 19 augustus 1997) is een Nederlandse handbalkeeper van Limburg Lions uit Sittard-Geleen. Voorheen speelde Kusters voor Sittardia waar hij de overstap maakte naar Lions. Op de LHD 2016 speelde Kusters voor het eerst een grote wedstrijd voor het eerste team van Limburg Lions.